# Аблінга
Аблінга (лит. Ablinga) — село у Литві в 48 кілометрах на схід від Клайпеди.
Згадується з XIV століття. Нараховує 3 мешканця (2001).
Було знищено в перші дні Німецько-радянської війни. 23 червня 1941 року після захоплення села гітлерівці зігнали до ями 42 жителів сіл Аблінга та Жвагіняй і розстріляли їх. Будинки були розграбовані та спалені.
В 1972 році на пагорбі Жвагіняй був створений меморіал жертв нацизму. Ансамбль являє собою пам'ятник народної дерев'яної скульптури з 30 статуй.